# Arianespace
Арианэспас СА (фр.  Arianespace SA  или в английском произношении «Арианспейс») — основанная в 1980 году французская компания, которая является первой компанией, начавшей предоставлять услуги по космическим запускам на коммерческой основе. 
На 2004 год Арианэспас СА контролировала более 50% мирового рынка коммерческих запусков на ГСО. С 22 мая 1984 года Арианэспас СА осуществила более 240 коммерческих запусков. Арианэспас СА утверждает, что общее число контрактов, заключённых с момента начала работы компании с 1984 года, составляет 285. Арианэспас использует Гвианский Космический центр (Guiana Space Centre), Куру, Французская Гвиана в качестве стартовой площадки. Штаб-квартира находится в Эври, Франция.

## Структура владения компанией
Арианэспас СА имеет 24 акционера из 10 европейских стран, включая:
- CNES (34 %)
- EADS (30 %)

| Страна     | Акционеры | Доля капитала   |
| ---------- | --------- | --------------- |
| Бельгия    | 3         | 3.15 %          |
| Дания      | 1         | not significant |
| Франция    | 7         | 60.12 %         |
| Германия   | 2         | 18.62 %         |
| Италия     | 2         | 9.36 %          |
| Нидерланды | 1         | 1.82 %          |
| Норвегия   | 1         | 0.10 %          |
| Испания    | 3         | 2.01 %          |
| Швеция     | 2         | 2.30 %          |
| Швейцария  | 2         | 2.51 %          |

Итог таблицы 99,99 % из-за округления
На 1 июля 2006 года Арианэспас СА имело в своем штате 271 сотрудников во французской штаб-квартире, Гвианском космическом центре во Французской Гвиане и в офисах в Сингапуре, Токио и Вашингтоне.

## Ракеты-носители
Компания Arianespace использует 3 модели ракеты-носителя, причём Ariane 5 в двух модификациях:
| Name         | Полезная нагрузка при выводе на НОО (включая ССО) | Полезная нагрузка при выводе на ГПО |
| ------------ | ------------------------------------------------- | ----------------------------------- |
| Вега         | 1450 килограммов (3200 фунтов)                    | -                                   |
| Союз         | 4400 килограммов (9700 фунтов)                    | 3250 килограммов (7200 фунтов)      |
| Ariane 5 ECA | -                                                 | 10 500 килограммов (23 000 фунтов)  |
| Ariane 5 ES  | 21 000 килограммов (46 000 фунтов)                | -                                   |

Кроме того, Arianespace предлагает дополнительную услугу резервного запуска на H-IIA через Launch Services Alliance.

### Ракеты-носители «Ариан»
С 1979 года используется несколько версий РН «Ариан»:
- «Ариан 1», первый запуск 24 декабря 1979 года.
- «Ариан 2», первый запуск 20 ноября 1987 года.
- «Ариан 3», первый запуск 4 августа 1984 года.
- «Ариан 4», первый запуск 15 июня 1988 года.
- «Ариан 5», первый запуск 30 октября 1997 года.